# Râul Bosna
Bosna este al treilea cel mai lung râu al Bosniei și Herțegovinei. Se crede că numele râului este originea a o parte din numele țării, Bosnia. Trece prin sau pe lângă orașele Visoko, Zenica, Maglaj, Doboj, Modriča și Bosanski Šamac.